# ZOLA PROJECT
ZOLA PROJECT是日本樂器製造商YAMAHA創建的聲庫組合系列，其最新發行版本運行於歌聲合成軟體VOCALOID 6 Editor和文本轉語音軟體A.I.Voice Editor。
最初是在2013年僅以紀念VOCALOID發布十周年而推出。此組合系列包含三種年輕男聲「YUU」「KYO」和「WIL」，其各對應的三名同名虛構人物是由日本畫家天野喜孝創作概念。
ZOLA PROJECT的三名配音員是山葉從四十多名候選者中篩選出，高橋實（高橋実）飾YUU，宮崎涌（宮崎湧）飾KYO，菲律賓人Cayton Mauie Wilson Sapang飾WIL，他们录制歌声数据前经过了半年的声乐培训，ZOLA PROJECT的旧标识「宙ZOLA」是由日本書法家武田雙雲提筆，项目制作人濑户优树说明「ZOLA」是「Zenith Operated Liaison Aggregation」的缩写。
2023年，濑户优树所在的雅马哈创新发展部门SoundUD团队策劃起ZOLA PROJECT十周年纪念，推出ZOLA PROJECT的更新版歌声库组合和新的语音库组合，以下載版形式發售了VOCALOID6 ZOLA Project以及A.I.VOICE ZOLA Project。
2024年12月為紀念VOCALOID發布二十周年，宣布於2025年1月20日發售A.I.VOICE2 ZOLA Project以及VOCALOID6 ZOLA Project包裝版。包裝版立繪由波多ヒロ設計。

## 形象
三部语音对应的三名同名虚构人物是由日本画家天野喜孝创作概念，日本插画师富士原良（冨士原 良）设计2023年公开的造型，以下是雅马哈给予的背景：
- YUU
  - 身高：170cm
  - 体重：53kg
  - 星座：双子座
  - 血型：B型

- KYO
  - 身高：180cm
  - 体重：60kg
  - 星座：水瓶座
  - 血型：B型

- WIL
  - 身高：178cm
  - 体重：58kg
  - 星座：摩羯座
  - 血型：A型

2023新造型公開後，Wil的身高改為185cm，體重改為73kg。但官方表示其不影響粉絲創作，創作者仍然可以依據個人偏好自行設定。

## 版本
| 年份                                       | 标题                                  | 语音库                                                      | 引擎        | 平台                        | 操作系统      |
| 歌声合成                                   | 歌声合成                              | 歌声合成                                                    | 歌声合成    | 歌声合成                    | 歌声合成      |
| ------------------------------------------ | ------------------------------------- | ----------------------------------------------------------- | ----------- | --------------------------- | ------------- |
| 2013年                                     | 《VOCALOID 3 Library ZOLA PROJECT》   | - YUU - KYO - WIL                                           | VOCALOID 3  | VOCALOID 3 Editor及更高版本 | Windows macOS |
| 2015年                                     | 应用内购买                            | - YUU(ZOLA PROJECT) - KYO(ZOLA PROJECT) - WIL(ZOLA PROJECT) | ——          | Mobile VOCALOID Editor      | iOS iPadOS    |
| 2023年                                     | 《VOCALOID 6 Voicebank ZOLA PROJECT》 | - YUU - KYO - WIL                                           | VOCALOID:AI | VOCALOID 6 Editor           | Windows macOS |
| 文本转语音                                 |                                       |                                                             |             |                             |               |
| 2023年                                     | 《A.I.Voice ZOLA PROJECT》            | - YUU - KYO - WIL                                           | AITalk 5    | A.I.Voice Editor            | Windows       |
| 语言版本皆为日语；“——”表示不适用或不确认。 |                                       |                                                             |             |                             |               |

- 《VOCALOID 3 Library ZOLA PROJECT》是雅马哈开发的VOCALOID歌声库组合，作为VOCALOID 3 Editor的歌声插件于2013年6月20日发行。开发人员是雅马哈研究开发中心的吉田雅史和马场修三。雅马哈说明，Yuu拥有甜美中弥漫少许烦恼气息的歌声，擅长流派为流行、舞蹈和爵士，推荐速度在每分钟70至210拍之间，推荐音域在F2至B3之间；Kyo拥有嘹亮爽朗、充满活力的正统派歌声，擅长流派为流行、摇滚和电子，推荐速度在每分钟70至210拍之间，推荐音域在B1至E3之间；Wil拥有沙哑且富有感情的歌声，擅长流派为流行、节奏布鲁斯和谣曲，推荐速度在每分钟70至200拍之间，推荐音域在C2至F3之间。此外，此产品还附带工作插件「ZOLA_Unison」，可以调整音符为适合于不同人数演唱的参数，以及配音员录制的语音数据集。[7]

- “Yuu(ZOLA PROJECT)”“Kyo(ZOLA PROJECT)”“Wil(ZOLA PROJECT)”是針對Mobile VOCALOID Editor开发的歌声库，作为三项应用內購買随Mobile VOCALOID Editor一并于2015年4月3日发行。[8]

- 《VOCALOID 6 Voicebank ZOLA PROJECT》是雅马哈SoundUD（日语：SoundUD）策划的VOCALOID:AI歌声库组合，作为VOCALOID 6 Editor的歌声插件于2023年6月20日发行，同样包含三部男声，其中只有Kyo是根据新录音开发，另两部根据旧录音开发。[9]

- 《A.I.Voice ZOLA PROJECT》是雅马哈SoundUD策划的A.I.Voice语音库组合，作为A.I.Voice Editor的语音插件于2023年6月20日发行。[10]

## 相關作品
漫畫《ZOLAの人たち―僕らはいかにボカロで人気者になるために作戦会議をしたか―》，由卓球少年擔任原作，夢乃ハルカ作畫。可在pixivコミック網站免費閱讀到第九話。
漫畫另有相關歌曲《作戦会議》，作詞、作曲為卓球少年。
漫畫《ZOLA ─現代忍者の日常─》，由卓球少年擔任原作，夢乃ハルカ作畫。自2024年8月17日起於X(舊推特)連載更新。2025年4月13日發佈最終回，並且全篇免費公開於DLsite。官方Hashtag為「#ぞらにん」。
漫畫另有相關歌曲《歌忍者》，作詞、作曲為卓球少年。